# Sakakibara Yasumasa
Sakakibara Yasumasa (榊原康政, né en 1548, mort le 19 juin 1606) est un général et daimyo japonais du shogun Tokugawa Ieyasu pendant l'époque Sengoku de l'histoire du Japon. Il est considéré comme l'un des quatre gardiens des Tokugawa avec Ii Naomasa, Honda Tadakatsu et Sakai Tadatsugu. Il portait le titre de shikibu-dayu (ministre des Services civils).

## Biographie

### Enfance
Sakakibara Yasumasa est né en 1548 à Ueno, dans la province de Mikawa. Il est le deuxième fils de Sakakibara Nagasama. Les Sakakibara étaient les serviteurs (vassaux) du clan Matsudaira qui deviendra plus tard le clan Tokugawa, en effet, ils étaient classés comme fudai daimyo. Cependant, ils ne servent pas directement cette puissante famille, ils servent un vassal des Tokugawa : le clan Sakai dirigé par Sakai Tadanao. Les Sakakibara sont donc baishin (vassaux arrière). Dès son plus jeune âge, Yasumasa interagit avec Matsudaira Motoyasu (plus tard Tokugawa Ieyasu) et devient par la suite son page. Lors du soulèvement des Ikkō-ikki à Mikawa, Yasumasa prouve sa valeur au combat et obtient le droit d'utiliser « yasu », la seconde partie du nom d'Ieyasu.
C'est pendant cette période qu'il détrône son frère et devient daimyo du clan Sakakibara. Il y a deux explications à cette prise de pouvoir : la première, c'est que son frère a soutenu la révolte des Ikkō-ikki en s'alliant aux rebelles et la seconde, c'est que ce même frère était impliqué dans un complot frauduleux contre Nobunaga Oda.

### Le général Sakakibara Yasumasa
En 1566, à 19 ans, Yasumasa passe son rituel de passage à l'âge adulte, et peu après, lui et Honda Tadakatsu sont faits hatamoto par Ieyasu, et 50 cavaliers sont accordés à chacun. À partir de là, ils vont fonctionner en tant que commandants de l’unité de hatamoto de Tokugawa Ieyasu.
Yasumasa combat à Anegawa en 1570, à la bataille de Mikata-Ga-Hara en 1573 et à la bataille de Nagashino en 1575. Lorsque Ieyasu défie Toyotomi Hideyoshi, Yasumasa qui a toujours servi Ieyasu conseille la région de Komaki pour s'installer. En effet, Sakakibara pense cette région adaptée à la campagne qui allait débuter. Après avoir accompagné Tokugawa Ieyasu à Osaka pour la rencontre avec Hideyoshi, Yasumasa reçoit le titre de shikibu-dayu. Les Tokugawa s'installent ensuite dans la région de Kanto, là, Yasumasa est responsable d'une équipe chargée de la répartition des fiefs entre les divers seigneurs et généraux.
Pendant que Ieyasu servait Hideyoshi dans la région de Kyushu, Yasumasa était l'un des principaux administrateurs du Kanto.

### Fin de vie
Après la victoire de Tokugawa à la bataille de Sekigahara, Yasumasa reçu 100,000 koku et le domaine de Tatebayashi, qui resta dans la famille Sakakibara pendant quelques générations. Yasumasa mourut en 1606, à l'âge de 58 ans. Il est enterré au Zendō-ji de Tatebayashi, où sa tombe est toujours érigée.

## Source de la traduction
- (en) Cet article est partiellement ou en totalité issu de l’article de Wikipédia en anglais intitulé « Sakakibara Yasumasa » (voir la liste des auteurs).